# Felicitas Söhner
Felicitas Petra Söhner (* 14. September 1976 in Dillingen) ist eine deutsche Historikerin. Ihre Forschungsschwerpunkte sind die Oral History, Medizingeschichte und Sozialgeschichte des 20. und 21. Jahrhunderts sowie Europäische Erinnerungskultur und deren biographische Verarbeitung.

## Leben
Nach dem Abitur am St.-Bonaventura-Gymnasium Dillingen studierte Felicitas Söhner Kulturwissenschaften sowie Geschichte und Literatur der Europäischen Moderne an der FernUniversität Hagen. Im Jahr 2012 wurde sie dort am Institut für Neuere Deutsche und Europäische Geschichte bei Peter Brandt promoviert. Danach arbeitete sie bis 2013 als wissenschaftliche Mitarbeiterin am Philosophisch-Historischen Institut der Universität Passau. Von 2013 bis 2015 wirkte sie als wissenschaftliche Mitarbeiterin am Institut für Geschichte, Theorie und Ethik der Medizin und an der Klinik für Psychiatrie II der Universität Ulm. 2016 war sie am Institut für Geschichte und Ethik der Medizin der Universität zu Köln tätig, bevor sie 2016 ans Institut für Geschichte, Theorie und Ethik der Medizin am Centre for Health and Society der Heinrich-Heine-Universität Düsseldorf wechselte. Dort wirkt Söhner als Privatdozentin in Forschung und Lehre und Leitung der AG Oral History. Seit April 2022 leitet sie die virtuelle „Forschungswerkstatt Oral History“ an der HHU Düsseldorf. Im Jahr 2022 habilitierte Söhner sich für die „Geschichte der Medizin“ mit einer Oral History der Psychiatriereform.
Ihre Forschungsschwerpunkte umfassen die Medizin- und Sozialgeschichte des 20. und 21. Jahrhunderts, insbesondere Geschichte des medizinischen Kinderschutzes, der Psychiatrie und der Humangenetik, Oral History und Europäische Erinnerungskultur und deren biographische Verarbeitung.
Seit 2007 Lehrtätigkeit in den Bereichen wissenschaftliches Arbeiten, Geschichte und Ethik der Medizin und der Oral History für die Heinrich-Heine-Universität Düsseldorf, die Johannes-Kepler-Universität Linz, die Universität Stuttgart sowie die Fraunhofer-Gesellschaft. Seit 2017 leitet Söhner das Stadtarchiv Dillingen.
Sie gehört zu den Autoren des von der Bayerischen Staatsbibliothek betreuten Historischen Lexikon Bayerns. Seit 2022 ist sie Mitherausgeberin der Reihe „Zur Sache: Zeitgeschichte der Psychiatrie“ im Psychiatrie-Verlag.

## Schriften (Auswahl)

### Monografien
- mit Becker T, von Cranach M: Konstruktive Empörung. Michael von Cranach und die Psychiatrie, Köln 2024.
- Oral History in der Hochschullehre (dt.) / Teaching Oral History at University (engl.), „Kleine Reihe Hochschuldidaktik“, Schwalbach 2022.
- mit Becker T, Seidel R: Nachdenken hilft – Seidels Reise durch die Psychiatrie, Reihe „Zur Sache: Zeitgeschichte der Psychiatrie“, Köln 2022.
- Psychiatrie-Enquete: mit Zeitzeugen verstehen. Eine Oral History der Psychiatrie-Reform in der BRD, Köln 2020.
- Vom Konfliktherd zur Modellregion – Selbst- und Fremdbilder entlang der Hohen Straße in Schlesien, Dresden 2013.

### Zeitschriften- und Buchbeiträge
- „Aufarbeitung“ – Reflexion zum einem möglichen Beitrag der Oral History. SozMag 4(2025), 84f.
- mit V. Borojevic: Detecting and understanding potential stigma among medical cannabis users in Germany. A qualitative study. BMC Public Health 25(2025), 874f.
- Erinnerungskulturen in den Wissenschaften – eine Frage hegemonialer Narrative. BerWissGes 47(2024), 1–23.
- mit N. Hansson, T. Halling: Oral History in Medicine-Challenges and Opportunities. NTM 31; 4(2024).
- Ethical Issues in Archiving and Reusing Interviewees Documents. Bulletin de l’AFAS 48(2023), 104 – 129.
- mit H. Hoven, N. Dragano, P. Angerer, C. Apfelbacher, I. Backhaus, B. Hoffmann, A. Icks, S. Wilm, H. Fangerau: Striving for health equality: The importance of social determinants of health and ethical considerations in pandemic preparedness planning. Int J Public Health. 67(2022), 1604542.
- mit T. Halling, N. Hansson: Bridging the Baltic. Einblicke in den Wissenstransfer im Ostseeraum während des Kalten Krieges anhand von Oral History. Medhis J 2;57(2022), 205–214.
- mit V. Rolfes, W. Hofmann, K. Zerres, H. Fangerau, M. Krischel: Nicht-Direktivität als Leitkategorie in der humangenetischen Beratung in zeithistorischer Betrachtung. MedGen 34;3(2022), 233–239.
- Seuchen (bis 1800). Historisches Lexikon Bayerns, München 2022.
- mit N. Hansson: Placing women in Cytogenetics: Lore Zech and the chromosome banding technique. Mol Cytogenet. 5;14(2021), 40.
- Zur qualitativen Analyse biographischer Interviews – eine Frage des Vertrauens? Bildungsforschung 2(2021), 1–9.
- mit C. Marazia, H. Fangerau, T. Becker: “Visions of another world”. Franco Basaglia and the German Reform. In: T. Burns, J. Foot (Hg.) Basaglia's International Legacys: From Asylum to Community. Oxford 2020, 227–244.

- mit R. Kilian, A. Müller-Stierlin, P. Beschoner, H. Gündel, T. Staiger, M. Stiawa, T. Becker, K. Frasch, M. Schmauß, S. Krumm: Masculinity norms and occupational role orientations in men treated for depression. PLoS ONE 15;5(2020), e0233764.
- mit H. Fangerau, T. Becker: Der Weg zur Psychiatrie-Enquete. Rekonstruktion der politischen Vorbereitung der ersten Enquetekommission des Deutschen Bundestags. Nervenarzt 89;5(2017), 570–578.
- Methodische Problemfelder und ethische Implikationen in der zeitzeugenbasierten Historiographie – ein Erfahrungsbericht. BIOS 1+2 (2017), 273–289.
- mit H. Fangerau, T. Becker: Soziologie als Impuls für die Psychiatrie-Enquete in der Bundesrepublik Deutschland? Psychiatr Prax 45;18(2017), 188–196.